# Stade Municipal Saint-Symphorien
Stade Municipal Saint-Symphorien albo Stade Saint-Symphorien – stadion piłkarski w Metz, we Francji. Został otwarty w 1923 roku. Obiekt może pomieścić 25 636 widzów. Swoje spotkania rozgrywają na nim piłkarze klubu FC Metz.